# 迦沙·喬達彌

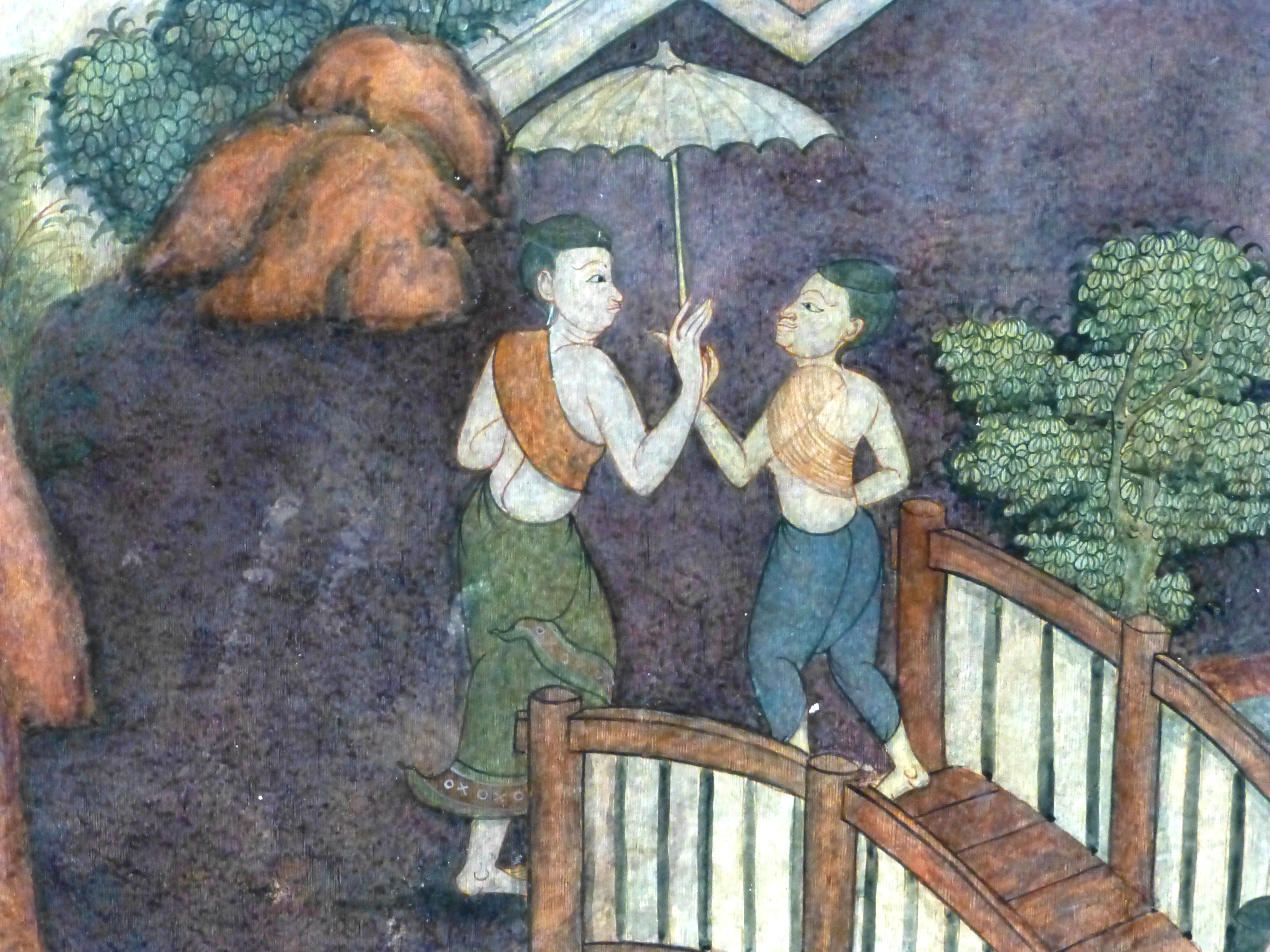
迦沙乔达弥（左），卧佛寺壁画

迦沙喬達彌（Kisa Gotami）是一個古印度的婦人，她的事跡記載在《法句經》中，是佛教中一個著名的故事。

## 故事
迦沙喬達彌與她唯一的兒子，相依為命。有一天，她的兒子死去了，迦沙喬達彌痛心疾首，瘋也似地，在市內求人救活兒子。後來她背著兒子的屍體，上山找到釋迦牟尼佛，求佛祖施法，使兒子死而復生。佛祖指派她，先回城內收集每一戶人的芥菜籽，一戶不漏，但條件是，只收集沒有逝者的家庭的芥菜籽，曾死過人的房子，其芥菜籽要不得。迦沙喬達彌一戶一戶的敲門，求取芥菜籽，卻發覺每一戶也曾有人過身。她最後悟透了死亡乃是人必經的階段，便把兒子的屍體帶上山，一把火燒了，跟從了釋迦牟尼佛出家。